# Aubonne (Vaud)
Aubonne és un municipi del cantó suís del Vaud, situat al districte de Morges. Fins al 2008 era el cap del districte homònim.

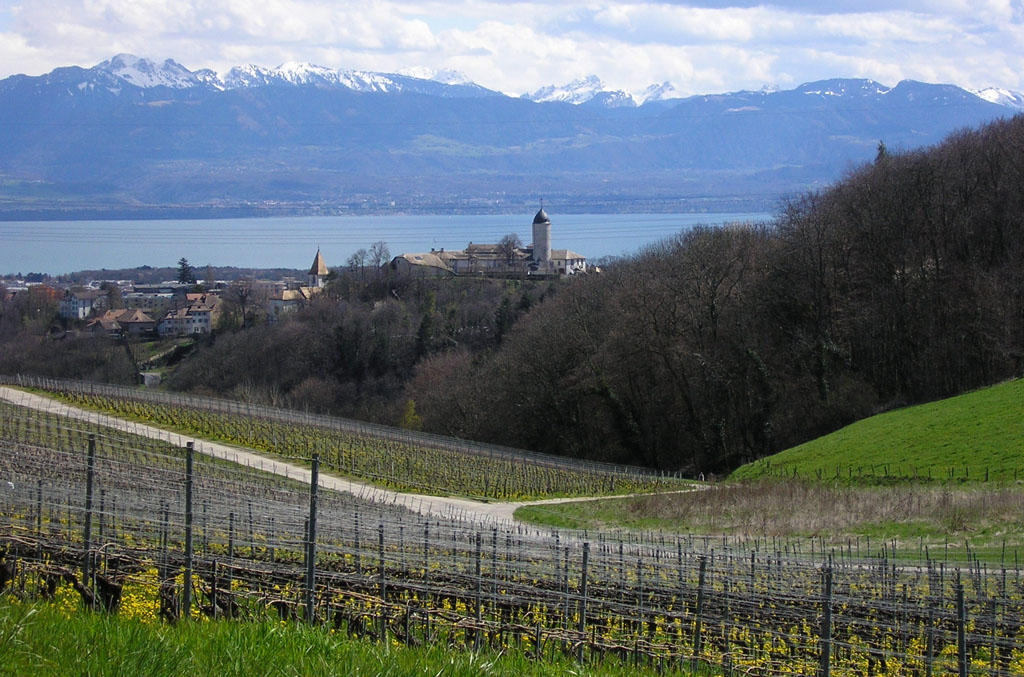
Vista d'Aubonne